# كيوشي أوكا

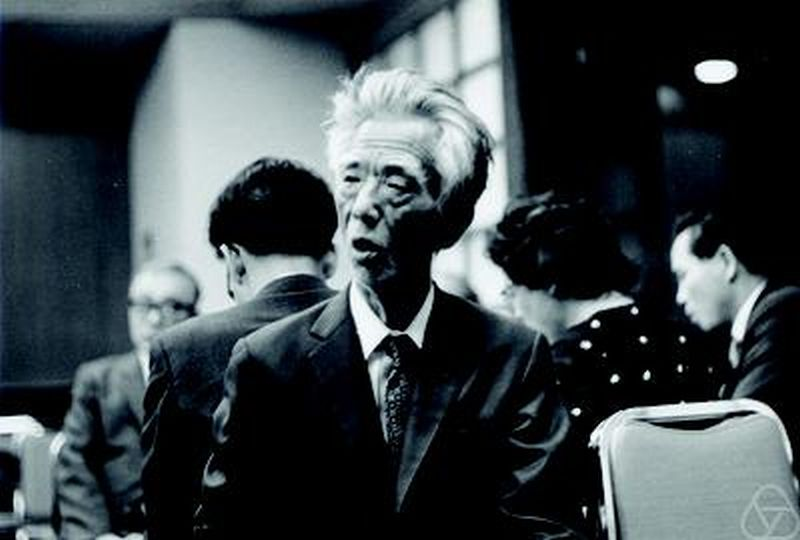
كيوشي أوكا في 1973

كيوشي أوكا (بالإنجليزية: Kiyoshi Oka)‏، (باليابانية: 岡 潔) ،هو عالم رياضيات ياباني له أعمال أساسية على الدوال العقدية متعددة المتغيرات.